# 스타힐 갤러리
스타힐 갤러리(영어: Starhill Gallery)는 말레이시아 쿠알라룸푸르 부킷빈탕에 있는 호화 브랜드 쇼핑 센터이다.
1999년 사업이 감소했을 때 YTL 코퍼레이션이 인수했다. YTL은 스타힐 갤러리를 호화 브랜드 쇼핑 센터로 전환하기로 결정했다. 건축가 데이비드 록웰의 지휘 아래 광범위한 리노베이션을 거쳐 2005년 7월 30일에 스타힐 갤러리로 다시 문을 열었다.
쇼핑 센터는 타임 터널이라는 연결 통로로 JW 메리어트 쿠알라룸푸르와 연결되어 있으며, 리츠칼튼 쿠알라룸푸르와도 연결된다.